# کالاچ (شهر)
شهر کالاچ (به روسی: Калач) در کشور روسیه و در اوبلاست وورونژ واقع شده‌است.